# Соспетер Мачаге
Соспетер Магіта Мачаге (Sospeter Magota Machage) — кенійський дипломат. Професор. Надзвичайний і Повноважний Посол Кенії в Росії, за сумісництвом акредитований в Україні, Республіка Білорусь і Республіка Казахстан.

## Життєпис
У 1983 році закінчив Харківський державний університет та Кримський державний медичний інститут.
Професор Соспетер Мачаге досвідчений державний діяч, перебував на державній службі на різних посадах більше двадцяти шести років. Служив секретарем Кенійського національного шпиталю з 1983 по 1984 рік, лікарем служби охорони здоров'я Кітського району з 1984 по 1986 рік. Був провінційний лікарем служби охорони здоров'я провінції Easter з 1986 по 1987 рік.
Служив начальником штабу та заступником директора медичної місії в місті Кілгоріс з 1987 по 1989 рік. Працював лікарем в службі охорони материнства та будинків пристарілих з 1989 по 1996 рік. Був членом Медичної ради курійського району і медичної ради округу Трансмара. Він також працював лікарем в лікарні Св. Йосипа (Кілгоріс) з 1996 до 1999 року. Був медичним радником католицької єпархії Нгонг і медичним директором Трансмарського окружного медичного центру.
До свого призначення він обіймав посаду директора управління в Міністерстві водного господарства та управління природними ресурсами і розвитку, а також голови розвитку та охорони навколишнього середовища.
З 20 квітня 2005 року Надзвичайний і Повноважний Посол Кенії в Росії, за сумісництвом акредитований в Україні, Республіка Білорусь і Республіка Казахстан.
У 2009 році отримав магістерську ступінь в галузі міжнародного права в Університеті Дружби Народів в Росії. 
У 2007 році був визнаний професором і академіком Академії проблем безпеки, оборони та правопорядку (Росія).